# Letní olympijské hry 2000
Hry XXVII. olympiády 2000 se konaly v australském Sydney v září 2000. V Austrálii se olympijské hry konaly podruhé v historii, poprvé po 44 letech od letních olympijských her 1956.
Her se zúčastnilo 199 výprav, z členů Mezinárodního olympijského výboru chyběl pouze Afghánistán, poprvé se zúčastnily výpravy Eritreje, Mikronésie a Palau, navíc pod olympijskou vlajkou závodili také samostatně čtyři sportovci z Východního Timoru. Celkem se bojovalo o 300 sad medailí ve 28 sportovních odvětvích. Českou republiku reprezentovalo 126 sportovců, kteří vybojovali osm medailí, z toho dvě zlaté.

## Volba pořadatele
Na uspořádání her podalo oficiální kandidaturu šest měst, ale Brasília, hlavní město Brazílie ji stáhla krátce před závěrečným hlasováním. Mezinárodní olympijský výbor tak 23. září 1993 v Monte Carlu volil mezi pěti kandidáty a ve finále rozdílem dvou hlasů upřednostnil Sydney před Pekingem, přestože ten v předchozích kolech dostával největší podporu.
| Město      | Stát               | 1. kolo | 2. kolo | 3. kolo | 4. kolo |
| ---------- | ------------------ | ------- | ------- | ------- | ------- |
| Sydney     | Austrálie          | 30      | 30      | 37      | 45      |
| Peking     | Čína               | 32      | 37      | 40      | 43      |
| Manchester | Spojené království | 11      | 13      | 11      | —       |
| Berlín     | Německo            | 9       | 9       | —       | —       |
| Istanbul   | Turecko            | 7       | —       | —       | —       |

Pozn.: Člen MOV ze Svazijska ve třetím a čtvrtém kole nehlasoval.
Pozorovatelé označili vítězství Sydney nad Pekingem vzhledem k rozsáhlé podpoře ze strany čínské vlády za překvapení a velký neúspěch čínské politiky. Peking si ho ale vynahradil o osm let později ziskem pořadatelství olympijských her v roce 2008.
Austrálie chtěla podat v roce 1980 kandidaturu Melbourne na pořádání olympijských her v roce 1988, ale kvůli nedostatku podpory ze strany federální vlády vláda státu Victoria kandidaturu stáhla. V dalších letech neuspěly pokusy Brisbane ucházet se o hry 1992 a Melbourne o hry 1996.
I úspěch kandidatury Sydney byl zpochybněn s ohledem na podezření z korupce. Nezávislá vyšetřovací komise sice konstatovala, že některé dárky pro zástupce MOV byly dražší, než povolují interní pravidla výboru, ale že ke korupci nebo uplácení nedošlo.

## Organizace
Australský olympijský výbor oficiálně oznámil, že Sydney se bude ucházet o pořádání olympijských her v roce 2000, 1. března 1991. Do čela kandidátského výboru se postavil Nick Greiner, premiér státu Nový Jižní Wales. Později kandidaturu spravovala společnost s ručením omezeným Sydney Olympics Bid Limited (SOBL), v jejímž čele v roce 1993 – tj. v roce volby pořadatele – byl tehdejší premiér Nového Jižního Walesu John Fahey, výkonným ředitelem, který vedl 42členný tým zaměstnanců, byl právník Rod McGeoch. Rozpočet pro podání kandidatury byl 25,2 milionu australských dolarů. Logo kandidatury vycházelo z tvaru budovy Opery v Sydney v barvách olympijských kruhů.

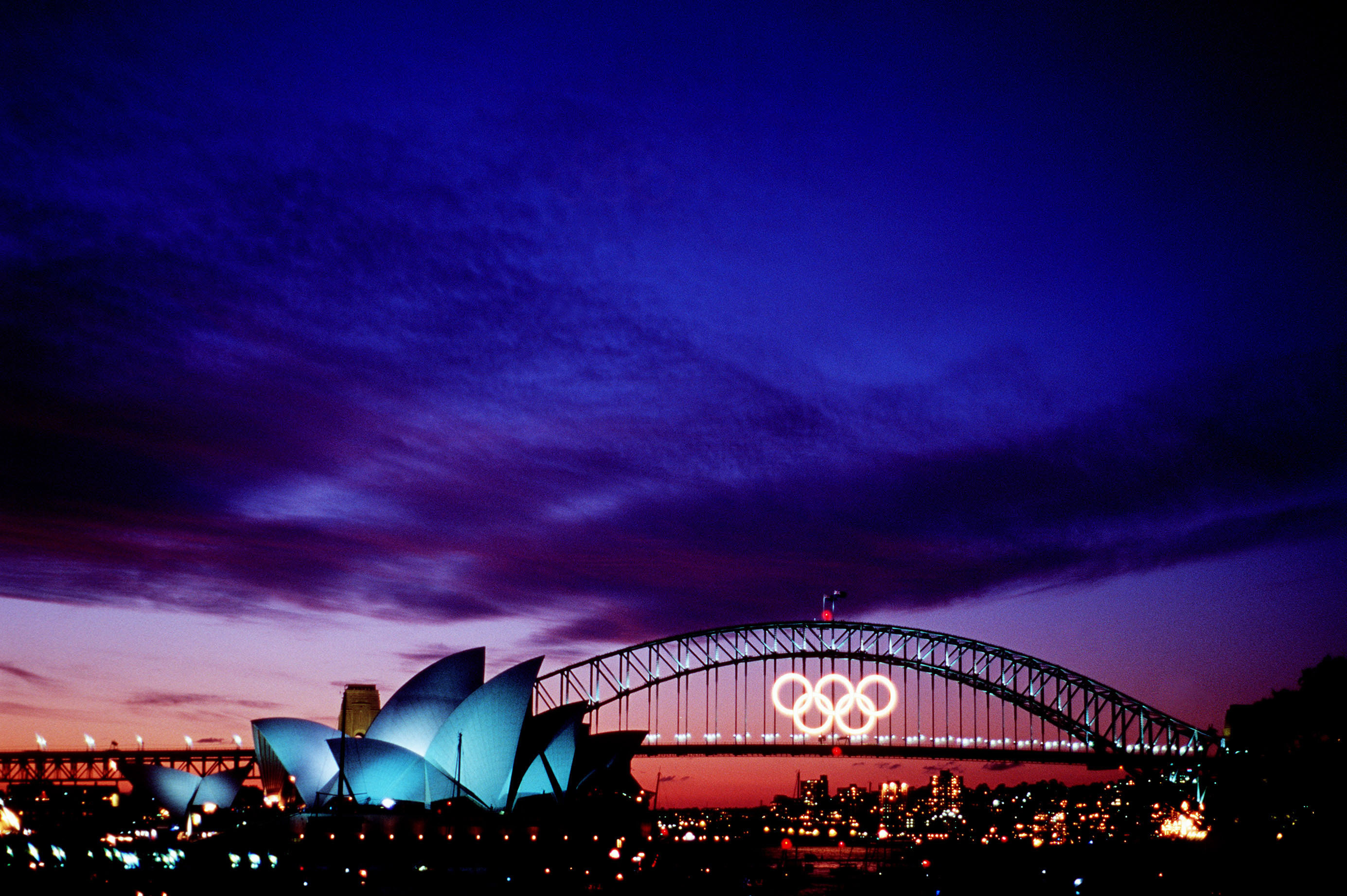
Poslední západ slunce nad Sydney den před slavnostním zakončením olympijských her

Po přidělení pořadatelství přijal v říjnu parlament Nového Jižního Walesu Sydney Organising Committee for the Olympic Games Act 1993 (Zákon o Sydneyském organizačním výboru pro Olympijské hry, 1993), kterým vznikla organizační výbor SOCOG, v jehož čele stanul Gary Pemberton. Ve státní vládě byl ustaven zvláštní post ministra pro olympijské hry. V září 1996 tehdejší ministr pro olympijské hry Michael Knight vystřídal Pembertona ve vedení SOCOG a zůstal v jeho čele až do skončení her. Vznikly i speciální společnosti, které měly na starost např. dopravu, bezpečnost či televizní vysílání. Přípravy na Letní paralympijské hry 2000 řídil SPOC s prezidentem Johnem Grantem.
Na organizaci her se podílelo 47 tisíc dobrovolníků, kteří byli vybráni z více než 70 tisíc zájemců.
Podle zprávy úřadu generálního auditora Nového Jižního Walesu stály olympijské a následné paralympijské hry v Sydney celkem 6,5 miliardy australských dolarů. Organizační výbor her SOCOG a výbor paralympijských her SPOC získaly ze sponzoringu, prodeje vstupenek a televizních práv tři miliardy dolarů příjmů. Čisté vládní náklady (vlády státu Nový Jižní Wales i vlády Austrálie) činily 1,5 miliardy dolarů s odečtením souvisejících příjmů z daní.

### Olympijská sportoviště
Důležitým úkolem pořadatelů bylo vybudovat potřebná sportoviště. Celkem bylo nutno postavit 15 zcela nových sportovišť, stejně jako olympijskou vesnici. Všechna byla dokončena už v roce 1999, devět měsíců před začátkem her. Později byly dostavěny pouze dějiště ženského turnaje ve vodním pólu, které bylo do programu her zařazeno dodatečně, a beachvolejbalový stadion na pláži Bondi Beach, který byl po skončení her opět rozebrán. Rozpočet na výstavbu olympijských sportovišť činil 3,3 miliardy australských dolarů, ze tří pětin byl hrazen z vládních zdrojů, soukromé společnosti financovaly hlavně výstavbu Olympijského stadionu Australia, Sydney Superdomu a olympijské vesnice. Mnoho stálých sportovišť bylo vybudováno tak, že podstatná část jejich divácké kapacity byla po skončení her odebrána.
Celkem se bojovalo na třiceti sportovištích. Většina z nich se nachází v Olympijském parku v Sydney. Ten se rozkládá na 40 ha ve čtvrti Homebush Bay. Výstavba komplexu stála v přepočtu 68,5 miliardy korun. Jeho součástí byla olympijská vesnice a hlavní tiskové středisko. Další sportoviště se rozkládala v centru města a také v jeho východní a západní oblasti. Zápasy mužského a ženského fotbalového turnaje se uskutečnily také v Melbourne, Adelaide, Brisbane a Canbeře.
| Jméno sportoviště                                        | Kapacita (při hrách/po nich)                         | Výstavba                     | Sporty                                                                      |
| -------------------------------------------------------- | ---------------------------------------------------- | ---------------------------- | --------------------------------------------------------------------------- |
| Olympijský park v Sydney                                 |                                                      |                              |                                                                             |
| Olympijský stadion Australia                             | 115 600 / 80 000                                     | 1996–1999                    | slavnostní zahájení a zakončení, atletika, fotbal                           |
| Sydney Superdome                                         | 20 000 (basketbal), 16 000 (gymnastika) / 21 000     | 1997–1999                    | basketbal, sportovní gymnastika, skoky na trampolíně                        |
| Dome a pavilony 2, 3 a 4                                 | celkem 28 000, z toho Dome 10 000                    | 1996–1998                    | basketbal, házená, moderní pětiboj, badminton, moderní gymnastika, volejbal |
| Sydney International Aquatic Centre                      | 17 500 / 8500                                        | 1992–1994                    | plavání, skoky do vody, vodní pólo, moderní pětiboj                         |
| New South Wales Tennis Centre                            | 17 400 (z toho 10 000 na centrálním dvorci) / 10 000 | 1998–1999                    | tenis                                                                       |
| Baseballový stadion                                      | 14 000 / 12 000                                      | 1996–1998                    | baseball                                                                    |
| State Hockey Centre                                      | 15 000 / 5000                                        | 1998–1999                    | pozemní hokej                                                               |
| State Sports Centre                                      | 5000 / 3800                                          | 1983–1984                    | taekwondo, stolní tenis                                                     |
| Sydney International Archery Park, v Millenium Parklands | 4500 / 0 (tribuny odstraněny)                        | 1998                         | lukostřelba                                                                 |
| Darling Harbour                                          |                                                      |                              |                                                                             |
| Sydney Exhibition and Convention Centre                  | 5 hal pro 2200-10 000 / beze změny                   | 1988                         | vzpírání, džudo, zápas, box, šerm                                           |
| Sydney Entertainment Centre                              | 11 000 / 10 000                                      | 1983                         | volejbal, koncerty                                                          |
| Centrum a východní oblast Sydney                         |                                                      |                              |                                                                             |
| Přístav, Opera v Sydney                                  | -                                                    |                              | triatlon, maraton                                                           |
| Přístav, záliv Rushcutters Bay                           | -                                                    | 1998 (rekonstrukce loděnice) | jachtink                                                                    |
| Sydney Football Stadium, Centennial Parklands            | 42 000 / 41 000                                      | fotbal                       |                                                                             |
| Beachvolejbalové středisko na pláži Bondi Beach          | 10 000 / rozebrán                                    | 2000 (dočasné sportoviště)   | plážový volejbal                                                            |
| Ryde Aquatic Leisure Centre                              | 3900 / 600–800                                       | 1998–2000                    | vodní pólo                                                                  |
| Západní oblast Sydney                                    |                                                      |                              |                                                                             |
| Penrith Whitewater Stadium                               | 12 500 / 5000                                        | 1998–1999                    | vodní slalom                                                                |
| Sydney International Regatta Centre, Penrith             | až 27 000 / až 31 000                                | 1996                         | veslování, rychlostní kanoistika                                            |
| Velodrom Dunca Graye v Bankstownu                        | 6000 / 3000                                          | 1998–2000                    | dráhová cyklistika                                                          |
| Olympijské středisko u nádrže Aquilina v Blacktownu      | 8000 / 1000 (softbal), 4000 / 500 (baseball)         | 1999–2000                    | softbal, baseball, moderní pětiboj                                          |
| Mezinárodní střelecké středisko Sydney-Cecil Park        | 6500-7000 / 1250                                     | 1998–1999                    | sportovní střelba                                                           |
| Sportoviště mimo Sydney                                  |                                                      |                              |                                                                             |
| Fairfield City Farm                                      | 20 000                                               | 1997–1999                    | horská kola                                                                 |
| Jezdecké středisko Horsley Park                          | 50 000 (z toho 20 000 v hlavní aréně) / 2000         | 1997–1999                    | jezdectví                                                                   |
| Brisbane Cricket Ground                                  | 37 000                                               |                              | fotbal                                                                      |
| Bruce Stadium ve městě Canberra                          | 40 000 / 25 000                                      | 1977                         | fotbal                                                                      |
| Hindmarsh Stadium v Adelaide                             | 20 000 / 15 000                                      |                              | fotbal                                                                      |
| Melbourne Cricket Ground                                 | 98 000 / 100 407                                     |                              | fotbal                                                                      |

### Symboly
Logo olympijských her v Sydney částečně vycházelo z loga kandidatury. Představovalo sportovce, běžně označovaného Millenium Man (Muž století). V logu se objevují motivy bumerangu, Slunce a skal, výběr barev (červená, žlutá a modrá) má rovněž vycházet z typické barevnosti australského kontinentu. Silueta Opery v Sydney, která byla hlavním motivem loga kandidatury, je zde připomenuta v modrém tvaru stopy kouře olympijské pochodně.
Hry měly tři maskoty: Olly (nebo Ollie) byl ledňák, Syd byl ptakopysk a Millie (jméno odvozeno od millenium, tj. tisíciletí) ježura. Zastupovali tři živly (vzduch, vodu a zemi) a měli od autorů Matta Hattona a Jozefa Szekerese i další předepsané charakterové vlastnosti. Upomínkové předměty s vyobrazením maskotů byly nejlépe prodávaným olympijským zbožím, zvláště jako plyšové hračky.

## Soutěže

### Program
Kvůli tomu, že se Hry konaly na jižní polokouli, byl jejich start odložen na nezvykle pozdní termín 15. září, už dva dny před tím začaly zápasy ve skupinách turnaje v kopané. Soutěže probíhaly ve svých obvyklých časech s odpoledními a večerními finále v plavání, atletice či gymnastice.

#### Sporty
- Atletika
- Badminton
- Baseball
- Basketbal
- Box
- Cyklistika
- Fotbal
- Gymnastika
(sportovní, moderní, trampolína)
- Házená
- Jachting
- Jezdectví
- Judo
- Kanoistika
- Lukostřelba
- Moderní pětiboj
- Plavání
- Plážový volejbal
- Pozemní hokej
- Skoky do vody
- Softball
- Sportovní střelba
- Stolní tenis
- Synchronizované plavání
- Šerm
- Taekwondo
- Tenis
- Triatlon
- Veslování
- Vodní pólo
- Volejbal
- Vzpírání
- Zápas

Oproti olympijským hrám v Atlantě si sportovci v Sydney rozdělili o 29 medailových kolekcí více. Příčinou toho je neustálé rozšiřování počtu ženských disciplín. Poprvé se pod pěti olympijskými kruhy představily vzpěračky či moderní pětibojařky, zvýšení počtu disciplín se dočkaly ženy také v atletice a ve sportovní střelbě. Do olympijské rodiny přibyly také tři nové sporty. Své premiéry si užili triatlonisté, taekwondisté a trampolinisté.

#### Slavnostní zahájení

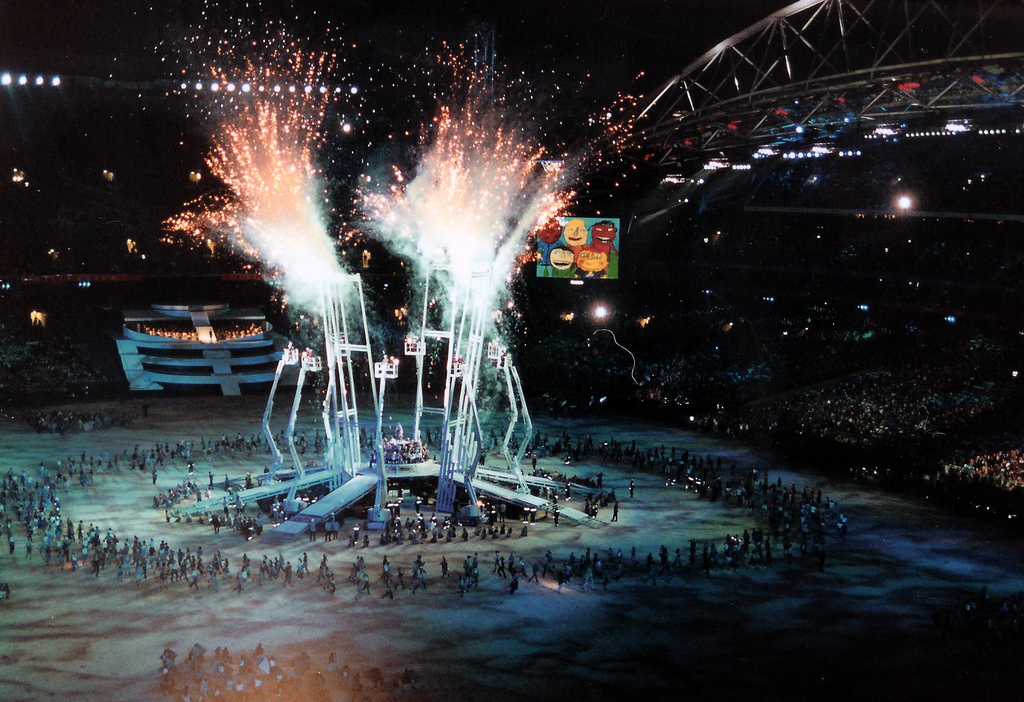
Ohňostroj při slavnostním zahájení na Stadionu Australia

Úvodní slavnostní ceremoniál začal na Olympijském stadionu Australia v 16 hodin místního času v pátek 15. září před 108 000 diváků. První část ceremoniálu začala vystoupením 120 honáků dobytka, v Austrálii zvaných stockmen, po nichž se představovala historie i přírodní bohatství australského kontinentu. Stadion se změnil v hluboký oceán, poušť s představiteli původního obyvatelstva Austrálie – Austrálců, přehlídku místní flóry i osídlení evropskými přistěhovalci.
Slavnostní defilé zúčastněných výprav odstartovalo vystoupení dvoutisícičlenného olympijského bandu, hrajícího populární píseň Waltzing Matilda. Nastoupili zástupci 199 zúčastněných výprav, navíc čtyři sportovci z Východního Timoru pod olympijskou vlajkou. Poprvé v historii olympijských her nastupovali společně sportovci Severní a Jižní Koreje pod jedinou vlajkou sjednocení – modrou siluetou Korejského poloostrova na bílém poli. Sportovce KLDR odlišovaly pouze odznáčky s podobiznou jejich komunistického vůdce Kim Čong-ila. Pět minut po deváté místního času nastoupila česká reprezentace. Vlajkonošem české výpravy byl dvojnásobný olympijský vítěz z olympijských her v Atlantě Martin Doktor.
Přesně ve 22 hodiny a 42 minuty australského letního času zahájil hry XXVII. olympiády generální guvernér Austrálie Sir William Deane. Při slavnostním slibu sportovců, vysloveném pozemní hokejistkou Rechelle Hawkesovou byl poprvé výslovně zmíněn závazek startovat bez pomoci dopingu.
S olympijskou pochodní na stadion přiběhl legendární australský atlet Herb Elliott a štafetu převzala sprinterka Betty Cuthbertová (nyní na invalidním vozíku). Poslední členkou štafety byla aboridžinská běžkyně Cathy Freemanová, která zapálila olympijský oheň na vodní hladině v bazénku pod umělým vodopádem, po němž se výtahem oheň dostal na pylon nad stadionem.
V průběhu programu vystoupili mj. zpěváci Olivia Newton-Johnová s Johnem Farnhamem (duet Dare to Dream), Vanessa Amorosi (píseň Heroes Live Forever) a Tina Arena (The Flame), ve třinácti letech se stala hvězdičkou programu Nikki Websterová (Under the Southern Skies). V čele týmu autorů kulturního programu zahájení byli režiséři Ric Birch a David Atkins. Pozorovatelé si všimli i vynechání symbolů klokana či populárního filmu Krokodýl Dundee, za něž byli pořadatelé jako za prvoplánové kritizováni při krátké ukázce při slavnostním zakončení na olympijských hrách v Atlantě.
Předseda Mezinárodního olympijského výboru Juan Antonio Samaranch označil ceremoniál za „nejkrásnější slavnostní zahájení za dobu svého předsednictví“.

#### Slavnostní zakončení
| „                                                    | „Jsou to moje poslední hry jako předsedy Mezinárodního olympijského výboru. Nemohly být lepší. Proto s radostí vyhlašuji, že jste představili světu vůbec nejlepší olympijské hry,“ | “ |
| — předseda MOV Juan Antonio Samaranch, 1. října 2000 | |   |

Olympijský oheň zhasl na Stadionu Australia v neděli 1. října 2000 ve 21:15 místního času. Před tím na plochu stadionu nastoupili sportovci s vlajkami 199 zúčastněných zemí. Vlajku České republiky nesl Roman Šebrle, stříbrný desetibojař z těchto olympijských her; 3500 sportovců ale podle tradice nebylo rozděleni podle výprav, místo toho vběhli z několika vchodů na stadion promíchaní.

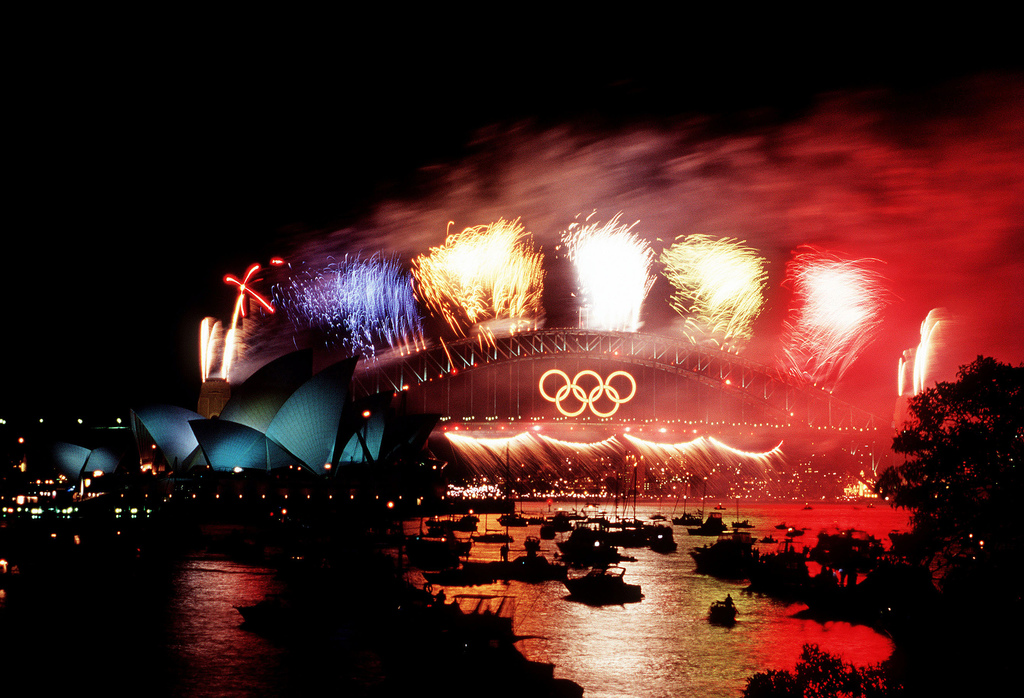
Ohňostroj nad přístavem v Sydney na závěr slavnostního zakončení her, spuštěný z mostu Harbour Bridge

Předseda MOV Juan Antonio Samaranch vyzdvihl skvělou atmosféru Her, za jejichž vítěze označil Sydney. Diváky pozdravil jejich oblíbeným pokřikem  „Aussie Aussie Aussie, Oi Oi Oi!“ Bylo představeno osm nově zvolených členů MOV z řad sportovců, sedm z nich bylo přítomno včetně Jana Železného. Starosta Atén Dimitris L. Avramopoulous převzal olympijskou vlajku od starosty Sydney Franka Sartora. Na velkoplošné projekci zazářil nápis „Vítejte doma, olympijské hry, Atény 2004“. Operní pěvkyně Yvonne Kennyová zazpívala olympijskou hymnu. Olympijský oheň zhasl ve chvíli, kdy nad stadionem prolétala stíhačka F-111 australského letectva, která oheň zdánlivě odnesla z pylonu pryč.
Kulturní program na rozdíl od zahájení byl koncipován jako velká party s účinkujícími hvězdami zábavního průmyslu (např. před zhašením olympijského ohně skupina Savage Garden a třináctiletá hvězdička zahájení Her Nikki Websterová, po něm např. Midnight Oil, Vanessa Amorosi, INXS, John Paul Young). Při tzv. parádě ikon se představili zpěvačka Kylie Minogue, golfista Greg Norman, modelka Elle Macphersonová, herec Paul Hogan ad.
Program vyvrcholil ve 14 kilometrů vzdáleném přístavu, kde byl do té doby promítán velkému množství diváků na velkoplošných obrazovkách, grandiózním ohňostrojem nad mostem Harbour Bridge. Zakončení olympiády v samotném městě sledovalo podle organizátorů přes pět miliónů lidí.[zdroj?]

### Vrcholy her
Výběr vrcholů je zkompilován podle více nezávislých zdrojů.

#### Atletika
Sprinterka a dálkařka Marion Jonesová ze Spojených států ohlásila už před startem Her útok na pět zlatých medailí, z nichž ale nakonec získala jen tři doplněné dvěma bronzovými. Zvítězila v bězích na 100 a 200 m a ve štafetě na 4×400 metrů. V dálce obsadila třetí místo sedm centimetrů za vítěznou Heike Drechslerovou z Německa a bronz získala i ve štafetě na 4×100 metrů. Už v průběhu Her byl její výsledek zpochybňován, protože krátce před zahájením byl usvědčen z dopingu její tehdejší manžel koulař C. J. Hunter. Další podezření přinesl skandál kolem laboratoře Balco, která vyvíjela nové dopingové prostředky a Jonesová měla patřit mezi její zákazníky. V roce 2007 na nové důkazy reagovala přiznáním, že užívala v letech 2000–2001 doping, a vrátila Americkému olympijskému výboru všech pět medailí. Mezinárodní olympijský výbor ale zatím s revizí výsledků čeká na další šetření, dosud pouze formálně odebral medaile Jonesové, ale ještě je dál nepřerozdělil. V roce 2009 byla dodatečně diskvalifikována štafeta USA (4 × 400 m) poté, co člen štafety Antonio Pettigrew přiznal používání dopingu.
V běhu na 400 metrů se měla střetnout vítězka předchozích dvou olympiád Marie-José Pérecová z Francie s domácí favoritkou Cathy Freemanovou, která se po zapálení olympijského ohně na slavnostním zahájení stala jedním ze symbolů Her. Perecová ale ještě před svým startem Sydney opustila, když tvrdila, že byla vystavena opakovaným útokům. Bez největší soupeřky zvítězila Freemanová ve finále na vyprodaném stadionu Australia.

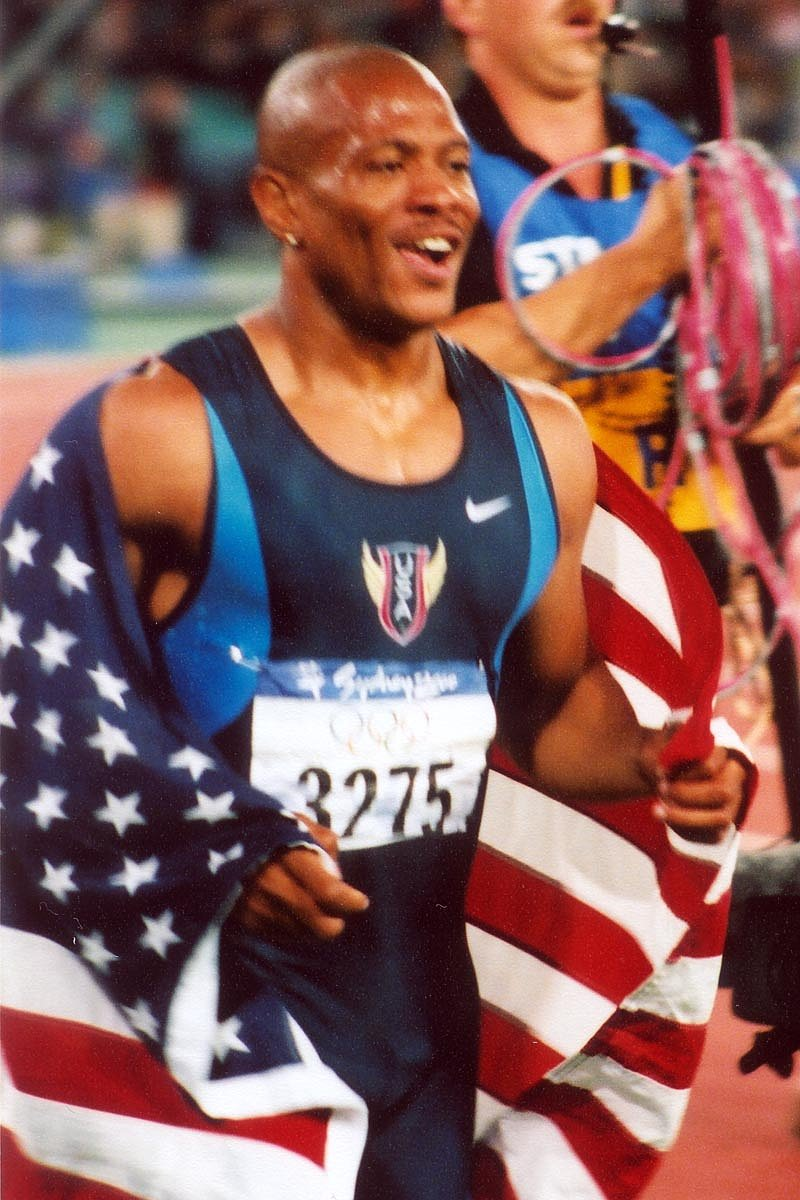
Maurice Greene po vítězství v běhu na 100 metrů

Ve stejné disciplíně mužů jako první v historii obhájil olympijské vítězství Američan Michael Johnson. Nejrychlejším mužem Her se stal jeho krajan Maurice Greene. V trojskoku se z vítězství radoval poprvé světový rekordman Jonathan Edwards z Velké Británie, dálku vyhrál rovněž poprvé Iván Pedroso z Kuby.
Třetí zlatou medaili v řadě ve stejné disciplíně získal oštěpař Jan Železný, ve finále odpověděl na olympijský rekord Brita Steva Backleyho stejnou mincí. Běh na 10 000 m vyhrál podruhé za sebou Haile Gebrselassie z Etiopie. Senzací se stalo vítězství Noaha Ngenyho z Keni ve finále běhu na 1500 metrů před favorizovaným El Guerroujem z Maroka. Světový rekord nezaručil úspěch ani Keňanovi Wilsonu Kipketerovi, který už v barvách Dánska podlehl v běhu na 800 metrů nečekaně Nilsi Schumannovi.
Osmé místo získala v běhu na 1500 metrů navzdory zrakovému postižení Marla Runyanová ze Spojených států, dříve několikanásobná vítězka paralympijských her.

#### Plavání
V plaveckých soutěžích bylo překonáno celkem 15 světových rekordů.
Podle hodnoty cenných kovů byl nejúspěšnějším účastníkem Her Ian Thorpe z Austrálie, celkem držitel tří zlatých a dvou stříbrných medailí. Vrcholem jeho snažení byla rekordní štafeta na 4×100 metrů volný způsob, ve které na posledním úseku smazal manko na finišmana Spojených států Garryho Halla a vyhrál o 0,2 sekundy. Sedmnáctiletý Thorpe vyhrál také ve dvojnásobné štafetě a v individuálním závodě na 400 metrů volný způsob.
Na tratích 100 a 200 metrů volný způsob pokaždé porazil Nizozemec Pieter van den Hoogenband, který tímto doublem jako první napodobil legendárního Marka Spitze.

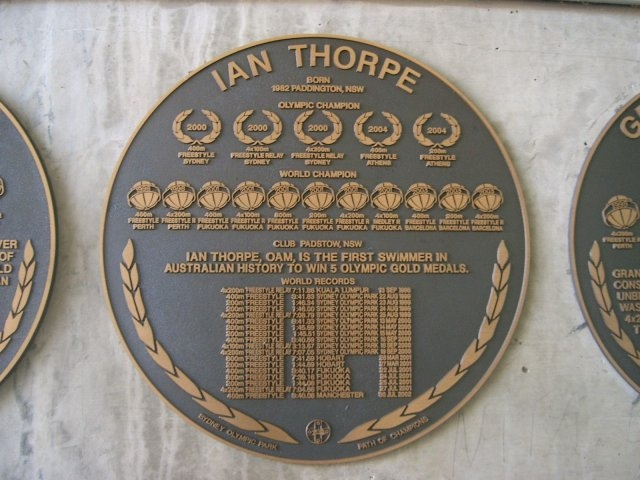
Pamětní deska s úspěchy Iana Thorpa, vystavená v Olympijském parku v Sydney

Nemenší hvězdou se stal Eric Moussambani z Rovníkové Guineje. V rozplavbě závodu na 100 metrů volný způsob dosáhl času 1:54,70 minuty (vítězný van den Hoogenband ve finále 48,30 sekundy). Vinou chybných startů soupeřů absolvoval svou rozplavbu sám povzbuzovaný skvělým publikem a po svém závodním vystoupení musel hodinu odpovídat na otázky novinářů.
Tři zlata ve třech světových rekordech získala i Nizozemka Inge de Bruijnová.

#### Gymnastika
Alexej Němov z Ruska zopakoval svůj šestinásobný medailový zisk z olympiády v Atlantě a stal se nejúspěšnějším sportovcem Her. První dopingový případ v olympijské historii gymnastiky se stal ve víceboji jednotlivkyň. Andreea Raducanová byla obviněna z užití nedovolené látky, kterou přijala v předepsaném léku proti nachlazení. Potrestán byl její lékař, šestnáctiletá gymnastka ale musela vrátit zlatou medaili, která tak připadla její krajance Simoně Amanarové.

#### Úpoly a silové sporty
Třetí zlato boxerské v těžké váze získal Kubánec Félix Savón a přiřadil se ke dvěma nejúspěšnějším boxerům olympijské historie – Pappovi a Stevensonovi.
Po třinácti letech naopak skončila série neporazitelnosti ruského zápasníka Alexandra Karelina. Ve finále nejtěžší kategorie trojnásobného olympijského vítěze porazil Američan Rulon Gardner, který do té doby nezískal ani jednu medaili na mistrovství světa. O čtvrté zlato se neúspěšně snažil i turecký vzpěrač Naim Suleymanoglu. Vzpěračské soutěže přinesly mnoho rekordů, ale také řadu dopingových případů, tři Bulhaři kvůli němu museli vrátit své vybojované medaile.
Džudista David Douillet z Francie zvítězil podruhé za sebou, i když po Hrách v Atlantě utrpěl vážná zranění při nehodě na motocyklu. Ve finále porazil Japonce Šinoharu kontroverzním rozhodnutím sudích o svém nevydařeném chvatu.

#### Míčové hry
K senzaci se schylovalo v semifinále basketbalového turnaje mužů, Litva mohla poprvé v historii připravit americký Dream Team o vítězství, ale Šarūnas Jasikevičius se závěrečnou sirénou tříbodový pokus neproměnil a USA vyhrály v semifinále 85:83. Ve finále Američani porazili Francii 85:75.
Tenisový turnaj ozdobila účast sester Venus a Sereny Williamsových, které vyhrály se ztrátou pouhých dvou her finále čtyřhry žen (Venus zvítězila i ve dvouhře). Ve stejné soutěži mužů překvapili domácí favority Woodbridge a Woodforda, přezdívané „Woodies“, Kanaďané Daniel Nestor a Sébastien Lareau ve čtyřech setech.
Zlatá medaile v turnaji fotbalistů znovu patří Afričanům, ve finále porazili Kamerunci na penalty Španělsko. Penalty rozhodly i zápas o zlato v pozemním hokeji mužů. Jižní Korea sice ve finále smazala dvoubrankové manko, ale v rozstřelu přece přenechala vítězství Nizozemsku.
Dvě olympiády neporažení baseballisté Kuby podlehli ve skupině Nizozemsku a ve finále USA 0:4. Po 112 výhrách v řadě ztratily neporazitelnost i reprezentantky USA v softballu, ale navzdory celkem třem porážkám vybojovaly zlato.

#### Další sporty
Britský veslař Steven Redgrave vybojoval své páté olympijské zlato na páté olympiádě. Nizozemské cyklistce Leontien Zijlaardové stačila na tři zlaté jen olympiáda v Sydney.

#### Doping
Neslavně se do historie Her v Sydney zapsal doping, a to navzdory tomu, že největší skandál Jonesové propukl až dlouho po slavnostním zakončení. Kromě výše zmíněných případů bulharských medailistů ze vzpírání byl doping zjištěn i u vzpěračů z Tchaj-wanu, Rumunska a Norska a ovlivnil také výsledky v cyklistice, veslování, boxu a atletice.
Poprvé v historii dohlížela na antidopingová šetření přímo v Sydney Světová antidopingová agentura WADA, rovněž poprvé v historii byly prováděny testy na hormon EPO a krevní dopingové testy.

### Pořadí národů
V prestižním souboji zemí se stejně jako na předešlých olympijských hrách v Atlantě těšily z vítězství Spojené státy. Největší zásluhu na tom měli atleti a plavci, kteří přispěli do amerického zlatého pokladu více než polovinou medailí. Také na druhém místě zůstalo Rusko, které si polepšilo o šest zlatých. Největší nárůst medailí vykázali domácí Australané a také Čína, která svůj počet zlatých medailí téměř zdvojnásobila. Největší skok se ale podařil Velké Británii. Zatímco v Atlantě Britové získali jedinou zlatou, v Sydney jich bylo hned jedenáct.
Medailový ústup zaznamenala Česká republika, jejíž sbírka je oproti minulým hrám o dvě zlata a jeden bronz chudší. Premiérově získali medaile zástupci Saúdské Arábie (hned dvě), Vietnamu, Makedonie, Kuvajtu a Kyrgyzstánu.
| Pořadí | Země                         | Zlato | Stříbro | Bronz | Celkem |
| 1      | Spojené státy americké (USA) | 36    | 24      | 31    | 91     |
| 2      | Rusko (RUS)                  | 32    | 28      | 29    | 89     |
| 3      | Čína (CHN)                   | 28    | 16      | 15    | 59     |
| 4      | Austrálie (AUS)              | 16    | 25      | 17    | 58     |
| 5      | Německo (GER)                | 13    | 17      | 26    | 56     |
| 6      | Francie (FRA)                | 13    | 14      | 11    | 38     |
| 7      | Itálie (ITA)                 | 13    | 8       | 13    | 34     |
| 8      | Nizozemsko (NED)             | 12    | 9       | 4     | 25     |
| 9      | Kuba (CUB)                   | 11    | 11      | 7     | 29     |
| 10     | Velká Británie (GBR)         | 11    | 10      | 7     | 28     |
| 11     | Rumunsko (ROU)               | 11    | 6       | 9     | 26     |
| 12     | Jižní Korea (KOR)            | 8     | 10      | 10    | 28     |
| 13     | Maďarsko (HUN)               | 8     | 6       | 3     | 17     |
| 14     | Polsko (POL)                 | 6     | 5       | 3     | 14     |
| 15     | Japonsko (JPN)               | 5     | 8       | 5     | 18     |
| 16     | Bulharsko (BUL)              | 5     | 6       | 2     | 13     |
| 17     | Řecko (GRE)                  | 4     | 6       | 3     | 13     |
| 18     | Švédsko (SWE)                | 4     | 5       | 3     | 12     |
| 19     | Norsko (NOR)                 | 4     | 3       | 3     | 10     |
| 20     | Etiopie (ETH)                | 4     | 1       | 3     | 8      |
| 21     | Ukrajina (UKR)               | 3     | 10      | 10    | 23     |
| 22     | Kazachstán (KAZ)             | 3     | 4       | 0     | 7      |
| 23     | Bělorusko (BLR)              | 3     | 3       | 11    | 17     |
| 24     | Kanada (CAN)                 | 3     | 3       | 8     | 14     |
| 25     | Španělsko (ESP)              | 3     | 3       | 5     | 11     |
| 26     | Turecko (TUR)                | 3     | 0       | 2     | 5      |
| 27     | Írán (IRI)                   | 3     | 0       | 1     | 4      |
| 28     | Česko (CZE)                  | 2     | 3       | 3     | 8      |
| 29     | Keňa (KEN)                   | 2     | 3       | 2     | 7      |
| 30     | Dánsko (DEN)                 | 2     | 3       | 1     | 6      |
| 31     | Finsko (FIN)                 | 2     | 1       | 1     | 4      |
| 32     | Rakousko (AUT)               | 2     | 1       | 0     | 3      |
| 33     | Litva (LTU)                  | 2     | 0       | 3     | 5      |
| 34     | Ázerbájdžán (AZE)            | 2     | 0       | 1     | 3      |
| 35     | Slovinsko (SLO)              | 2     | 0       | 0     | 2      |
| 35     | Bahamy (BAH)                 | 2     | 0       | 0     | 2      |
| 37     | Švýcarsko (SUI)              | 1     | 6       | 2     | 9      |
| 38     | Indonésie (INA)              | 1     | 3       | 2     | 6      |
| 39     | Slovensko (SVK)              | 1     | 3       | 1     | 5      |
| 40     | Mexiko (MEX)                 | 1     | 2       | 3     | 6      |
| 41     | Alžírsko (ALG)               | 1     | 1       | 3     | 5      |
| 42     | Uzbekistán (UZB)             | 1     | 1       | 2     | 4      |
| 43     | Lotyšsko (LAT)               | 1     | 1       | 1     | 3      |
| 43     | Jugoslávie (YUG)             | 1     | 1       | 1     | 3      |
| 45     | Nový Zéland (NZL)            | 1     | 0       | 3     | 4      |
| 46     | Estonsko (EST)               | 1     | 0       | 2     | 3      |
| 46     | Thajsko (THA)                | 1     | 0       | 2     | 3      |
| 48     | Chorvatsko (CRO)             | 1     | 0       | 1     | 2      |
| 49     | Kamerun (CMR)                | 1     | 0       | 0     | 1      |
| 49     | Kolumbie (COL)               | 1     | 0       | 0     | 1      |
| 49     | Mosambik (MOZ)               | 1     | 0       | 0     | 1      |
| 52     | Brazílie (BRA)               | 0     | 6       | 6     | 12     |
| 53     | Jamajka (JAM)                | 0     | 5       | 4     | 9      |
| 54     | Nigérie (NGR)                | 0     | 3       | 0     | 3      |
| 55     | Belgie (BEL)                 | 0     | 2       | 3     | 5      |
| 55     | Jihoafrická republika (RSA)  | 0     | 2       | 3     | 5      |
| 57     | Argentina (ARG)              | 0     | 2       | 2     | 4      |
| 58     | Tchaj-wan (TPE)              | 0     | 1       | 4     | 5      |
| 58     | Maroko (MAR)                 | 0     | 1       | 4     | 5      |
| 60     | Severní Korea (PRK)          | 0     | 1       | 3     | 4      |
| 61     | Moldavsko (MDA)              | 0     | 1       | 1     | 2      |
| 61     | Saúdská Arábie (KSA)         | 0     | 1       | 1     | 2      |
| 61     | Trinidad a Tobago (TRI)      | 0     | 1       | 1     | 2      |
| 64     | Irsko (IRL)                  | 0     | 1       | 0     | 1      |
| 64     | Uruguay (URU)                | 0     | 1       | 0     | 1      |
| 64     | Vietnam (VIE)                | 0     | 1       | 0     | 1      |
| 64     | Srí Lanka (SRI)              | 0     | 1       | 0     | 1      |
| 68     | Gruzie (GEO)                 | 0     | 0       | 6     | 6      |
| 69     | Kostarika (CRC)              | 0     | 0       | 2     | 2      |
| 69     | Portugalsko (POR)            | 0     | 0       | 2     | 2      |
| 71     | Arménie (ARM)                | 0     | 0       | 1     | 1      |
| 71     | Barbados (BAR)               | 0     | 0       | 1     | 1      |
| 71     | Chile (CHI)                  | 0     | 0       | 1     | 1      |
| 71     | Island (ISL)                 | 0     | 0       | 1     | 1      |
| 71     | Indie (IND)                  | 0     | 0       | 1     | 1      |
| 71     | Izrael (ISR)                 | 0     | 0       | 1     | 1      |
| 71     | Kuvajt (KUW)                 | 0     | 0       | 1     | 1      |
| 71     | Kyrgyzstán (KGZ)             | 0     | 0       | 1     | 1      |
| 71     | Makedonie (MKD(1991))        | 0     | 0       | 1     | 1      |
| 71     | Katar (QAT)                  | 0     | 0       | 1     | 1      |
| Celkem | Celkem                       | 297   | 299     | 326   | 922    |

Pozn.: Spojeným státům jsou odečtené medaile Marion Jonesové a štafet, ve kterých startovala, protože je MOV kvůli dopingu oficiálně odebral. 9. prosince 2009 rozhodl o přerozdělení medailí z individuálních disciplín, o medailích ze štafet odložil rozhodnutí až po verdiktu Mezinárodní sportovní arbitráže v Lausanne. Číně je kvůli startu gymnastky, která nesplňovala věkový limit, odečtena bronzová medaile ze soutěže družstev ve sportovní gymnastice, přiřazena je Spojeným státům.

### Účastnické země
Her se zúčastnilo celkem 199 zemí. Poprvé se zúčastnily tři země: Eritrea, Mikronésie a Palau.
Čísla v závorkách udávají počty sportovců zastupujících zemi.

Země startující na Letních olympijských hrách 2000. Zelená: účast, modrá: první účast, šedá: neúčast
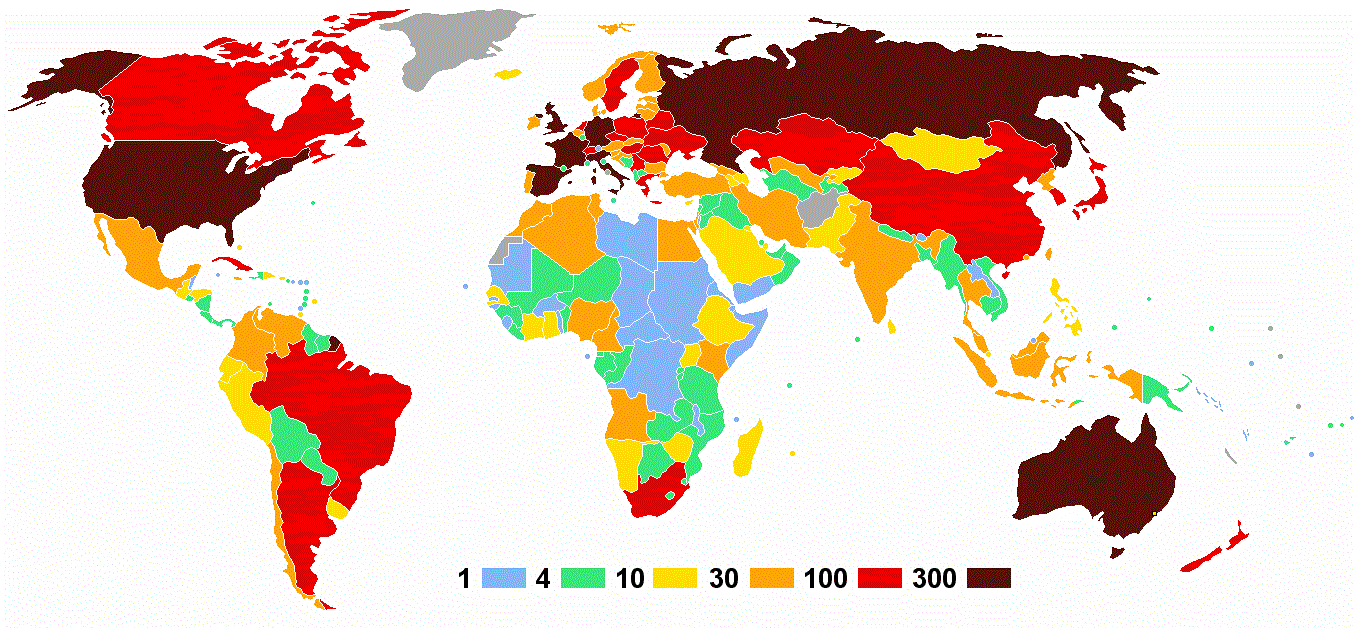
Počet sportovců zastupujících jednotlivé země

| - Albánie (4) - Alžírsko (47) - Americká Samoa (5) - Americké Panenské ostrovy (9) - Andorra (5) - Angola (30) - Antigua a Barbuda (3) - Argentina (143) - Arménie (25) - Aruba (5) - Austrálie (632) (hostitel) - Ázerbájdžán (29) - Bahamy (25) - Bahrajn (4) - Bangladéš (4) - Barbados (18) - Belgie (68) - Belize (2) - Bělorusko (139) - Benin (4) - Bermudy (6) - Bhútán (2) - Bolívie (5) - Bosna a Hercegovina (9) - Botswana (7) - Brazílie (205) - Britské Panenské ostrovy (1) - Brunej (2) - Bulharsko (91) - Burkina Faso (1) - Burundi (6) - Cookovy ostrovy (3) - Čad (2) - Česko (119) - Čína (271) - Dánsko (97) - Demokratická republika Kongo (3) - Dominika (4) - Dominikánská republika (13) - Džibutsko (2) - Egypt (89) - Ekvádor (10) - Eritrea (3) - Estonsko (33) - Etiopie (26) - Fidži (7) - Filipíny (21) - Finsko (70) - Francie (336) - Gabon (5) - Gambie (2) - Ghana (22) - Grenada (3) - Gruzie (36) - Guam (7) - Guatemala (15) - Guinea (6) - Guinea-Bissau (3) - Guyana (4) - Haiti (5) - Honduras (20) - Hongkong (31) - Chile (50) - Chorvatsko (88) - Indie (65) - Indonésie (47) - Irák (4) | - Írán (35) - Irsko (64) - Island (18) - Itálie (361) - Izrael (39) - Jamajka (48) - Japonsko (266) - Jemen (2) - Jihoafrická republika (127) - Jižní Korea (281) - Jordánsko (8) - Jugoslávie (111) - Kajmanské ostrovy (3) - Kambodža (4) - Kamerun (34) - Kanada (294) - Kapverdy (2) - Katar (17) - Kazachstán (130) - Keňa (56) - Kolumbie (44) - Komory (2) - Kostarika (7) - Kuba (229) - Kuvajt (29) - Kypr (21) - Kyrgyzstán (18) - Laos (3) - Lesotho (6) - Libanon (6) - Libérie (8) - Libye (3) - Lichtenštejnsko (2) - Litva (61) - Lotyšsko (45) - Lucembursko (7) - Madagaskar (11) - Maďarsko (178) - Makedonie (8) - Malajsie (40) - Malawi (2) - Maledivy (4) - Mali (5) - Malta (7) - Maroko (55) - Mauricius (20) - Mauritánie (2) - Mexiko (78) - Mikronésie (5) - Moldavsko (34) - Monako (4) - Mongolsko (20) - Mosambik (5) - Myanmar (7) - Namibie (12) - Nauru (2) - Německo (422) - Nepál (5) - Niger (4) - Nigérie (83) - Nikaragua (6) - Nizozemské Antily (7) - Nizozemsko (243) - Norsko (95) - Nový Zéland (151) - Omán (6) - Pákistán (26) | - Palau (5) - Palestina (2) - Panama (6) - Papua Nová Guinea (5) - Paraguay (5) - Peru (21) - Pobřeží slonoviny (14) - Polsko (187) - Portoriko (29) - Portugalsko (62) - Rakousko (92) - Konžská republika (4) - Rovníková Guinea (4) - Rumunsko (145) - Rusko (435) - Rwanda (5) - Řecko (140) - Salvador (8) - Samoa (5) - San Marino (4) - Saúdská Arábie (18) - Senegal (26) - Severní Korea (31) - Seychely (9) - Sierra Leone (3) - Singapur (14) - Slovensko (108) - Slovinsko (74) - Somálsko (2) - Spojené arabské emiráty (4) - Spojené státy americké (586) - Středoafrická republika (3) - Súdán (3) - Surinam (4) - Svatá Lucie (5) - Svatý Kryštof a Nevis (2) - Svatý Tomáš a Princův ostrov (2) - Svatý Vincenc a Grenadiny (4) - Svazijsko (6) - Sýrie (8) - Šalomounovy ostrovy (2) - Španělsko (349) - Srí Lanka (18) - Švédsko (149) - Švýcarsko (105) - Tádžikistán (4) - Tanzanie (4) - Thajsko (52) - Tchaj-wan (74) - Togo (3) - Tonga (3) - Trinidad a Tobago (19) - Tunisko (47) - Turecko (57) - Turkmenistán (8) - Uganda (13) - Ukrajina (230) - Uruguay (14) - Uzbekistán (70) - Vanuatu (3) - Velká Británie (332) - Venezuela (50) - Vietnam (7) - Zambie (8) - Zimbabwe (16) |

### Nejúspěšnější sportovci
Nejvíce medailí v Sydney nasbíral ruský gymnasta Alexej Němov, držitel šesti medailí. Smělý plán Marion Jonesové na zisk pěti zlatých medailí sice nevyšel, přesto zisk tří zlatých a dvou bronzových zařadil Jonesovou na nejvyšší příčky medailového žebříčku. V říjnu roku 2007 však před soudem přiznala, že v té době brala nepovolené prostředky, a odevzdala své medaile Americkému olympijskému výboru. Z hlediska hodnoty medailí však byl nejúspěšnější domácí plavec Ian Thorpe. Sedmnáctiletý mladík sice vybojoval jediné individuální zlato, ale byl členem dvou vítězných australských štafet a přidal k tomu další dvě stříbrné.
V plavání vůbec vzešlo nejvíce vícenásobných medailistů. Čtyři medaile vybojovala 27letá Američanka Jenny Thompsonová, která díky třem zlatým ze štafet již atakovala nejúspěšnější sportovce všech dob.
| Jméno                     | Stát       | Sport                | Celkem | Zlato | Stříbro | Bronz |
| ------------------------- | ---------- | -------------------- | ------ | ----- | ------- | ----- |
| Alexej Němov              | Rusko      | sportovní gymnastika | 6      | 2     | 1       | 3     |
| Ian Thorpe                | Austrálie  | plavání              | 5      | 3     | 2       | 0     |
| Dara Torresová            | USA        | plavání              | 5      | 2     | 3       | 0     |
| Leontien Zijlaardová      | Nizozemsko | cyklistika           | 4      | 3     | 1       | 0     |
| Inge de Bruijnová         | Nizozemsko | plavání              | 4      | 3     | 1       | 0     |
| Jenny Thompsonová         | USA        | plavání              | 4      | 3     | 0       | 1     |
| Michael Klim              | Austrálie  | plavání              | 4      | 2     | 2       | 0     |
| Gary Hall                 | USA        | plavání              | 4      | 2     | 0       | 2     |
| Pieter van den Hoogenband | Nizozemsko | plavání              | 4      | 2     | 0       | 2     |
| Susie O'Neillová          | Austrálie  | plavání              | 4      | 1     | 3       | 0     |